# Lothar Debes

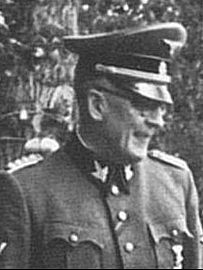
Lothar Debes in Uniform

Lothar Debes (* 21. Juni 1890 in Eichstätt; † 14. Juli 1960 in Bergisch Gladbach) war ein deutscher Offizier, zuletzt im Rang eines Generalleutnants der Waffen-SS und SS-Gruppenführers.

## Leben

### Ausbildung und Erster Weltkrieg
Debes war Sohn eines Amtsrichters. Er wechselte nach dem Volksschulbesuch auf ein Bamberger Gymnasium. Im Alter von 14 Jahren wählte er die Laufbahn eines Berufssoldaten und trat in das Bayerische Kadettenkorps in München ein, wo er im Juli 1910 das Abitur ablegte. Danach diente er im 18. Infanterie-Regiment „Prinz Ludwig Ferdinand“. Im Januar 1911 trat er von der Bayerischen Armee zur Preußischen Armee über und diente im Rang eines Fähnrichs beim 2. Nassauischen Infanterie-Regiment Nr. 88. Nach dem Besuch der Kriegsschule in Danzig wurde er in diesem Regiment Kompanieführer und übernahm dort während des Ersten Weltkrieges zunächst den Befehl über ein kombiniertes Pionierbataillon und danach der 5. Kompanie. Nach einer Kriegsverletzung im Juni 1916 bearbeitete er beim XVIII. Armee-Korps in Frankfurt am Main als stellvertretender Adjutant und dann als Ordonnanzoffizier die Neuaufstellung von Einheiten für den rumänischen Kriegsschauplatz mit. Ab dem 27. September 1917 gehörte er dem Stab der 223. Infanterie-Division an und wurde von dort umgehend zur Militärgeneraldirektion der Eisenbahnen nach Brüssel kommandiert, wo er unter anderen bei der Militär-Kanal-Direktion (MKD) für die Organisation von Nachschub verantwortlich war.
Mitte November 1918 wurde er vom Chef des Feldeisenbahnwesens mit Verhandlungen mit der französischen Seite beauftragt und nahm kurz darauf an den Waffenstillstandsverhandlungen in Spa teil. 

### Weimarer Republik
Nach Kriegsende war er in Berlin an der Auflösung der Militär-Kanal-Direktion beteiligt und schied Ende März 1920 als Hauptmann auf eigenen Wunsch aus der Armee aus. Er absolvierte eine kaufmännische Ausbildung und war danach bis 1937 bei mehreren Unternehmen im kaufmännischen Bereich tätig. Debes war in Köln Stellvertreter des Ortsgruppenleiters des Reichsverbandes Deutscher Offiziere. Debes trat zum 1. Mai 1930 der NSDAP bei (Mitgliedsnummer 240.110).

### Nationalsozialismus und Zweiter Weltkrieg
Am 1. März 1937 wurde Debes im Rang eines SS-Sturmbannführers in die SS übernommen (SS-Nummer 278.953) und wurde hauptamtlich für die SS tätig. Debes übernahm ab März 1937 Lehrtätigkeiten als Taktikausbilder an der SS-Junkerschule in Braunschweig, deren Kommandeur er ab Anfang Januar 1940 war. Im Januar/Februar 1942 übernahm er während des Deutsch-Sowjetischen Krieges das Kommando über eine Einheit der 2. motorisierten Infanteriebrigade in der Schlacht am Wolchow und anschließend bis zum August 1942 über das SS-Infanterieregiment 9. Im August 1942 übernahm er die Leitung der SS-Junkerschule in Bad Tölz und absolvierte im Februar 1943 eine Ausbildung zum Divisionsführer an der Panzertruppenschule in Wünsdorf. Von Mitte Februar 1943 bis Mitte November 1943 kommandierte er die  10. SS-Panzer-Division „Frundsberg“. Danach wurde er zur 6. SS-Gebirgs-Division „Nord“ versetzt, die er von Mitte Dezember 1943 bis Mitte Juni 1944 kommandierte. Nach einem einwöchigen Intermezzo als Befehlshaber der Waffen-SS Ost im Generalgouvernement mit Dienstsitz Krakau war er vom 21. Juni 1944 bis zum Kriegsende im Mai 1945 Befehlshaber der Waffen-SS in Italien. Durch diesen Posten trägt er Mitverantwortung für Kriegsverbrechen von ihm untergebenen Einheiten, wie z. B. Massaker der 16. SS-Panzergrenadier-Division „Reichsführer SS“. Ende Januar 1944 wurde er zum SS-Gruppenführer und Generalleutnant der Waffen-SS befördert. Debes war Teilnehmer der Gruppenführer-Tagung am 4. Oktober 1943 in Posen, wo Reichsführer SS Heinrich Himmler seine Posener Rede gehalten hatte.
| Debes’ SS-Ränge | Debes’ SS-Ränge                                    |
| Datum           | Rang                                               |
| --------------- | -------------------------------------------------- |
| März 1937       | SS-Sturmbannführer                                 |
| September 1938  | SS-Obersturmbannführer                             |
| Januar 1940     | SS-Standartenführer                                |
| November 1940   | SS-Oberführer                                      |
| Juni 1942       | SS-Brigadeführer und Generalmajor der Waffen-SS    |
| Januar 1944     | SS-Gruppenführer und Generalleutnant der Waffen-SS |

### Nach dem Zweiten Weltkrieg
Nach Kriegsende trat Debes als Generalleutnant a. D. im Bundestagswahlkreis Remscheid – Solingen (Nr. 74) für die DRP erfolglos zur Bundestagswahl 1957 an.

## Privates
Debes war seit November 1920 mit Irmgard Meinhard (* 1890), verwitwete Eger, verheiratet. 

## Auszeichnungen
- Eisernes Kreuz I. und II. Klasse jeweils mit Wiederholungsspange[8]
- Kriegsverdienstkreuz II. Klasse mit Schwertern[8]
- Medaille Winterschlacht im Osten 1941/42[8]
- Deutsches Kreuz in Silber (1945)[8]